# ¡Te lo dije!
¡Te lo dije! es el séptimo álbum de estudio de la banda de rock de Sevilla Reincidentes y el primero grabado para la discográfica BMG Ariola/RCA, tras la ruptura de la banda con su anterior casa, Discos Suicidas. El álbum salió a la venta en 1997 y supuso el primero de la banda para una multinacional.

## Lista de canciones
1. Dime
2. La rabia
3. Corre (Barea a la voz)
4. Grana y oro
5. En el desguace
6. Qué sabe Dios
7. Un día más
8. Soledad
9. Sueños de libertad (Finito de Badajoz a la voz)
10. ¿Perdedor?
11. Debe llegar algo
12. Vienes detrás
13. México levanta
14. Gracias por venir
15. Te lo dije